# Austrolebias queguay
Austrolebias queguay es una especie de pez anual ciprinodontiforme integrante del género de rivulinos sudamericanos Austrolebias. Habita en una pequeña región del centro-este de Sudamérica.

## Taxonomía
Austrolebias queguay fue descrita originalmente en el año 2018 por los ictiólogos uruguayos Wilson Sebastián Serra Alanis y Marcelo Loureiro Barrella.
Localidad tipo
La localidad tipo referida es: “humedales del río Queguay Grande, en las coordenadas: 32°11′08″S 57°26′08″O / -32.18556, -57.43556 (a una altitud de 30 msnm), en la Estancia La Beba, departamento de Paysandú, Uruguay”.
Holotipo
El ejemplar holotipo designado es el catalogado como: ZVC-P 13576; se trata de un espécimen macho adulto el cual midió 39.4 mm de longitud estándar. Fue capturado por M. Loureiro, A. Duarte, M. Zarucki, J. Bessonart y D. Hernández en septiembre de 2011. Se encuentra depositado en la colección de ictiología de la Facultad de Ciencias, Universidad de la República (ZVC-P), ubicada en la ciudad uruguaya de Montevideo.
Etimología
Etimológicamente el nombre genérico Austrolebias se construye con las palabras Austro: ‘austral’ y Lebias: un taxón de pequeños peces. El epíteto específico queguay es un topónimo que refiere al lugar geográfico del cual proviene esta especie: el río Queguay.

## Caracterización y relaciones filogenéticas
La fusión de la papila urogenital con el primer radio de la aleta anal en el macho, más su patrón de pigmentación, señala que Austrolebias queguay posee una relación estrecha con el clado formado por A. bellottii, A. melanoorus y A. univentripinnis.
Austrolebias queguay puede distinguirse de las restantes especies de ese clado por la siguiente combinación de caracteres: los lados del cuerpo del macho presentan bandas claras bien definidas, las que contrastan con el color general del fondo, que es verde azulado; la porción distal de la aleta anal es gris oscuro; las aletas pélvicas son de color verde azulado oscuro y tienen las bases unidas aproximadamente en un 50 a 80 % en sus márgenes mediales; aletas pectorales con banda submarginal de color azul iridiscente.

## Distribución y hábitat
Austrolebias queguay es endémica de las charcas temporarias de la cuenca media del río Queguay (perteneciente a la hoya hidrográfica del río Uruguay inferior), departamento de Paysandú, en el centro-oeste de Uruguay.
Su geonemia se encuentra incluida en el sistema uruguayo de áreas bajo conservación (área protegida con recursos manejados Montes del Queguay). Es la única especie del género Austrolebias cuya distribución se limita únicamente a la cuenca baja del río Uruguay. El río Uruguay integra la cuenca del Plata, la cual vuelca sus aguas en el océano Atlántico Sudoccidental por intermedio del Río de la Plata.
Ecorregionalmente esta especie es exclusiva de la ecorregión de agua dulce Uruguay inferior.

## Conservación
Los autores recomendaron que, según los lineamientos para discernir el estatus de conservación de los taxones —los que fueron estipulados por la organización internacional dedicada a la conservación de los recursos naturales Unión Internacional para la Conservación de la Naturaleza (IUCN)—, en la obra Lista Roja de Especies Amenazadas Austrolebias queguay sea clasificada como una especie “en peligro de extinción” (EN) hasta que se realice una evaluación formal.
A pesar de vivir en un área bajo protección legal, la misma carece de plan de manejo, lo cual se agrava en el hecho de que en la cuenca se producen cambios en el uso de la tierra, con aumentos del área destina a silvicultura para  la producción de celulosa y los humedales son vulnerables a los cambios hídricos.